# UAM-I (estación)
UAM-I es una de las estaciones que forman parte del Metro de Ciudad de México, perteneciente a la Línea 8. Se ubica al oriente de la Ciudad de México, en la alcaldía Iztapalapa.

## Información general
Originalmente y hasta el 23 de septiembre de 1996 recibió el nombre de La Purísima. El icono de la estación es el logotipo de la Universidad Autónoma Metropolitana. UAM-I son las siglas de la Universidad Autónoma Metropolitana Unidad Iztapalapa, campus educativo que se encuentra cerca de la estación y es la razón principal del nombre y símbolo de la estación.
La parada se ubica en la colonia Ampliación San Miguel.

### Infraestructura
La estación es una de las 24 que se encuentra equipada con un cibercentro de la Red del Metro que facilitan a los usuarios el acceso a internet de manera gratuita.

## Patrimonio

### Murales
La muralista mexicana Patricia Torres realizó en acrílico el mural "Vida Académica de la UAM”. La obra ocupa las paredes de la estacióna través de 150 metros cuadrados.

## Afluencia
En el año 2014 la estación UAM-I se ubicó como la tercera más transitada de la línea 8 con un total de 8,118,541, por debajo de las estaciones San Juan de Letrán (9,586,923) y Constitución de 1917 (28,808,277). La siguiente tabla muestra el promedio anual de usuarios por tipo de día en 2014:
| Tipo de día   | Afluencia promedio |
| ------------- | ------------------ |
| Día festivo   | 13,904             |
| Día laboral   | 25,100             |
| Fin de semana | 16,162             |
| Anual         | 22,243             |

La siguiente tabla muestra la afluencia de la estación en los últimos 10 años:
| Afluencia Anual de Pasajeros | Afluencia Anual de Pasajeros | Afluencia Anual de Pasajeros | Afluencia Anual de Pasajeros | Afluencia Anual de Pasajeros | Afluencia Anual de Pasajeros |
| ---------------------------- | ---------------------------- | ---------------------------- | ---------------------------- | ---------------------------- | ---------------------------- |
| Año                          | Afluencia                    | A Diario                     | Ranking                      | Incremento                   | Ref.                         |
| 2023                         | 8,668,415                    | 23,749                       | 34°/195                      | +6.62%                       | [ 5 ]                        |
| 2022                         | 8,129,921                    | 22,273                       | 33°/175                      | +54.72%                      | [ 6 ]                        |
| 2021                         | 5,254,770                    | 14,396                       | 47°/195                      | -0.50%                       | [ 7 ]                        |
| 2020                         | 5,281,337                    | 14,429                       | 56°/195                      | -42.62%                      | [ 8 ]                        |
| 2019                         | 9,203,724                    | 25,215                       | 55°/195                      | -2.16%                       | [ 9 ]                        |
| 2018                         | 9,406,548                    | 25,771                       | 55°/195                      | +6.33%                       | [ 10 ]                       |
| 2017                         | 8,846,453                    | 24,236                       | 58°/195                      | +0.57%                       | [ 11 ]                       |
| 2016                         | 8,796,002                    | 24,032                       | 62°/195                      | -3.48%                       | [ 12 ]                       |
| 2015                         | 9,113,491                    | 24,968                       | 57°/195                      | -1.31%                       | [ 13 ]                       |
| 2014                         | 9,234,074                    | 25,298                       | 59°/195                      | +4.29%                       | [ 14 ]                       |

## Conectividad

### Salidas
- Nororiente: Eje 8 Sur Calzada Ermita-Iztapalapa, Barrio San Miguel.
- Suroriente: Eje 8 Sur Calzada-Ermita-Iztapalapa esquina Avenida San Lorenzo, Colonia Los Ángeles.
- Norponiente: Eje 8 Sur Calzada Ermita-Iztapalapa, Barrio San Miguel.
- Surponiente: Eje 8 Sur Calzada Ermita-Iztapalapa esquina Avenida San Lorenzo, Colonia 8° Ampliación San Miguel.